# Журавники (Львівський район)
Жура́вники — село в Україні, у Львівському районі Львівської області. Населення становить 245 осіб. Орган місцевого самоврядування — Підберізцівська сільська рада.

## Населення
За даними всеукраїнського перепису населення 2001 року, у селі мешкало 245 осіб. Мовний склад села був таким:
| Мова       | Число ос. | Відсоток |
| ---------- | --------- | -------- |
| українська | 245       | 100      |

## Відомі уродженці
- Данилевська-Милян Мирослава Володимирівна (1953) — українська поетеса.
- Кобилюх Василь Олексійович (1935) — лікар, поет, санскритолог.